# Frank William La Rue
Frank William La Rue (Ciudad de Guatemala, 1952) es un abogado guatemalteco especialista en derecho laboral y de los derechos humanos en su país, que se desempeñó como Relator Especial de la Organización de las Naciones Unidas (ONU) sobre la promoción y protección del derecho a la Libertad de Opinión y de Expresión, entre agosto de 2008 y agosto de 2014. Es el fundador del Centro para la Acción Legal para los Derechos humanos (CALDH) y ha participado en la promoción de los derechos humanos durante más de 25 años. En 2004, fue nominado para el Premio Nobel de la Paz por la ganadora del Premio Nobel de la Paz Mairead Maguire, activista por la paz de Irlanda del Norte, laureada en 1976.

## Biografía
La Rue nació en Guatemala. Nacido legalmente ciego, que, sin embargo, se matriculó en y se graduó de la Universidad de San Carlos de Guatemala con el título de abogado. La Rue se desempeñó como asesor jurídico de la Central General de Trabajadores de Guatemala, la mayor federación sindical del país, de 1975 a 1980, durante los cuales tuvo ocasión de defender numeroso personal sindicales y clérigos en medio del país de empeoramiento  Guerra Civil. Fue consecuencia marcado para la muerte, y en 1981 él y su familia se exilió en la Estados Unidos. Se desempeñó hasta 1989 como abogado y analista político de numerosos exiliados políticos guatemaltecos, incluyendo Rigoberta Menchú (1992 Premio Nobel de la Paz), y en 1990 fundó el Centro para la Acción Legal para los Derechos Humanos (CALDH). LaRue obtuvo un título de postgrado en política exterior de los Estados Unidos de la Universidad Johns Hopkins en 1985.
A raíz de la crisis constitucional de Guatemala de 1993, desencadenada por el autogolpe del presidente Jorge Serrano, se le solicita a La Rue a regresar a su país en 1994, donde se restableció la CALDH en Guatemala. La CALDH se convirtió en la primera ONG guatemalteca en llevar los casos de violaciones de derechos humanos a la Comisión Interamericana de Derechos Humanos. La Rue trajo los primeros casos de  genocidio contra ex dictaduras militares guatemaltecos mediante la presentación de cargos contra el general Fernando Romeo Lucas García en 2000, y contra el general Efraín Ríos Montt en 2001; estos casos dieron lugar a numerosas amenazas y ataques contra CALDH.
Dirigió una revista de noticias  Debate  (1998-2004); organizó numerosos programas de radio en los EE. UU. y Guatemala sobre el tema de los derechos políticos; ha participado en el Programa de Derechos de los Trabajadores Migrantes en la Universidad de Chicago en 2002; se desempeñó como Comisionado Presidencial para los Derechos Humanos en Guatemala para el presidente  Oscar Berger (2004-08); como Asesor de Derechos Humanos en el ministro de Relaciones Exteriores de Guatemala; Presidente de la Junta de ICEDS (Instituto Centroamericano de Estudios de la Democracia Social); y como consultor de la Oficina del Alto Comisionado de la ONU para los Derechos Humanos.

### Libertad de Expresión
La Rue fue designado Relator Especial de la ONU de Libertad de expresión en agosto de 2008 y se desempeñó hasta agosto de 2014. Monitoreó y ejerció su influencia en las controversias de notables libertades civiles del día, incluyendo el apoyo al  límites corporativos propuestas sobre el número de licencias de los medios de comunicación en Argentina contra la oposición de los grupos de medios más grandes del país, y mediante la indicación en mayo de 2011 que el  acceso sin restricciones y sin molestias a Internet es un derecho humano fundamental. También se basó en su experiencia personal para proponer en noviembre de 2011, la promulgación de un Tratado internacional para Ciegos.